# Bibliothèque publique Claude-LeBouthillier
La Bibliothèque publique Claude-LeBouthillier, auparavant connue sous le nom de Bibliothèque publique de Bas-Caraquet, est située au 8185-2 rue St-Paul à Bas-Caraquet (Gloucester, Nouveau-Brunswick), dans la région de la péninsule acadienne et fait partie du Service des bibliothèques du Nouveau-Brunswick. 
Fondé en 1989, elle est l'une des 52 bibliothèques publiques de la province et l'une des 11 bibliothèques dans la région Chaleur situé dans la baie-des-chaleurs. La bibliothèque offre à la communauté de Bas-Caraquet un lieu où l'on peut échanger, apprendre et se divertir grâce aux collections, aux services et aux activités qu'elle propose.

## Historique
La Bibliothèque, qui partage l'édifice avec la mairie du village, a ouvert ses portes le 23 janvier 1989sous le nom de Bibliothèque publique de Bas-Caraquet. Entre 2010 et 2011, la bibliothèque a fait l'objet de travaux d'agrandissement. Le 25 octobre 2014, lors de la célébration de son 25ème anniversaire, la bibliothèque publique de Bas-Caraquet change de nom pour Bibliothèque publique Claude-LeBouthillier afin d'honorer l'auteur natif de la municipalité Claude Le Bouthillier. 

### 25ème anniversaire

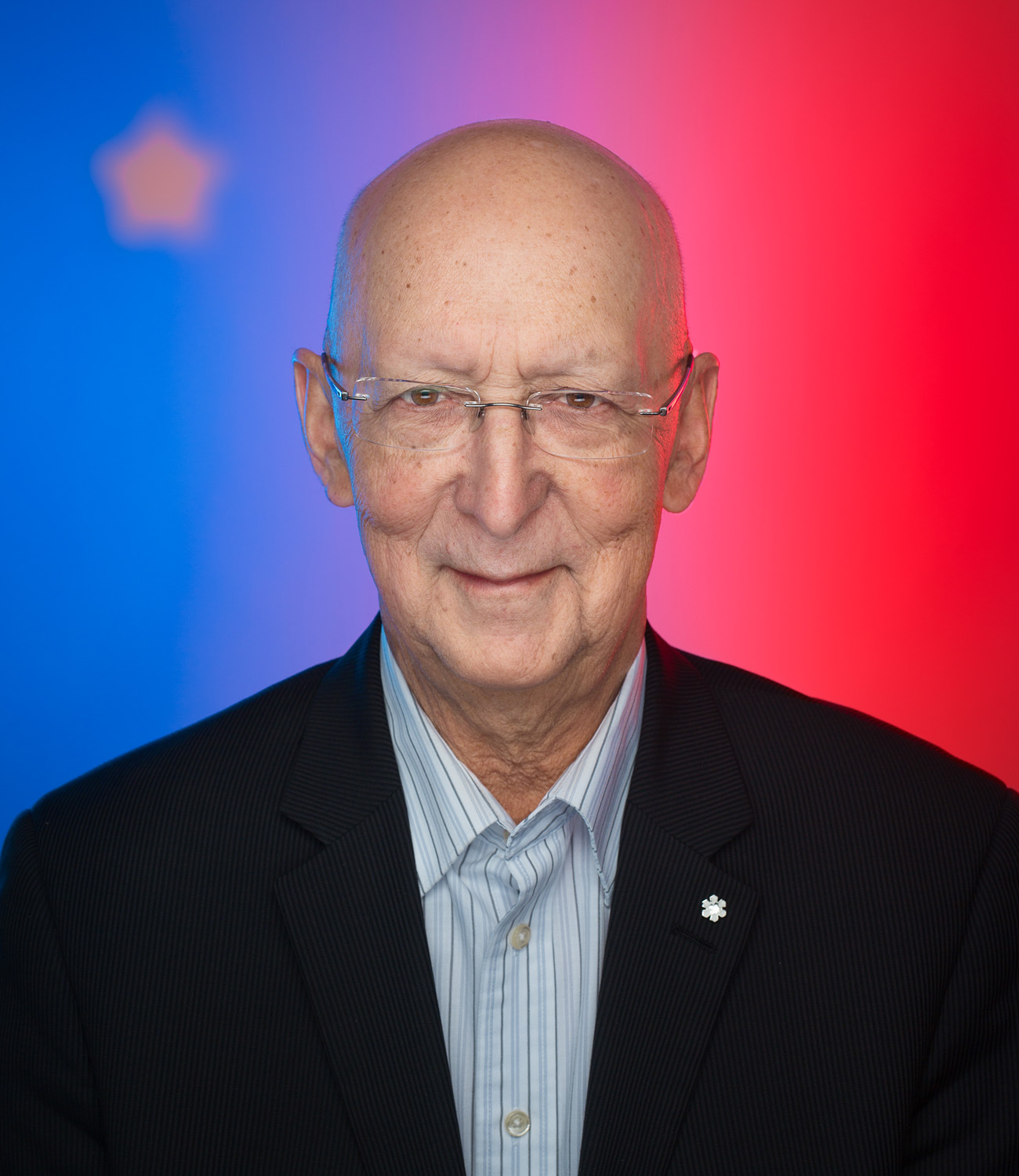
Photo de Claude Le Bouthillier, auteur et poète natif de la municipalité de Bas-Caraquet, Nouveau-Brunswick.

Le 25 octobre 2014, la Bibliothèque, connue auparavant sous le nom de Bibliothèque publique de Bas-Caraquet, fête ses 25 années d'existence et rend hommage à Claude Le Bouthillier en renommant la bibliothèque en son nom afin d'honorer sa carrière d'auteur, de chroniqueur et de poète. Plusieurs personnes étaient présentes lors de la soirée dont la famille de l'auteur ainsi que l'ancienne mairesse de la municipalité Agnès Doiron. Le changement de nom de la bibliothèque avait aussi comme objectif d'inciter la communauté à utiliser les services publics offerts par la bibliothèque.

## Claude Le Bouthillier
Claude Le Bouthillier est un écrivain, chroniqueur et poète, né le 30 juin 1946 à Bas-Caraquet et décédé le 2 mars 2016. Durant sa carrière d'auteur, il a écrit 18 œuvres littéraires et a été le récipiendaire de plusieurs prix et distinctions, dont le Prix d'excellence Pascal-Poirier en 2000, ainsi que le Prix littéraire Antonine-Maillet-Acadie Vie – Prix quinquennal en 2013. En 2009, il a reçu l'Ordre du Canada pour son important apport à la littérature acadienne.

## Description
La Bibliothèque publique Claude-LeBouthillier fait partie des 52 bibliothèques publiques du Nouveau-Brunswick et est l'une des 11 bibliothèques dans la région Chaleur. La bibliothèque détient une collection de plus de 16 000 documents, principalement des livres en français en plus d'offrir plusieurs services et activités pour desservir la communauté. À la suite du recensement de Statistique Canada en 2016, le village de Bas-Caraquet détient une population de 1305 personnes, la grande majorité étant francophones, et ayant un âge moyen de 49 ans et un âge médian de 53 ans. 

### Collection
Selon le catalogue en ligne des Bibliothèques publiques du Nouveau-Brunswick, la Bibliothèque Claude-LeBouthillier a une collection de plus de 16 000 documents disponibles, dont 14 500 sont en français et 1 586 en anglais et en d'autres langues telles que l'espagnol, le portugais et le chinois. La bibliothèque détient autour de 14 300 livres, 800 documents visuels, 350 enregistrements sonores, 300 enregistrements sonores musicaux, et 85 magazines/périodiques, entre autres.  
La Bibliothèque publique Claude-LeBouthillier détient également des livres sonores sur disque compact ou en utilisant des lecteurs multimédias portables (Playaway), des ouvrages sur CD audio en format DAISY, des livres en gros caractères adaptés aux personnes ayant des troubles de la vision ou des difficultés à la lecture, des documents et des imprimés en braille, des livres en braille électronique et des films avec vidéodescription. De plus, la bibliothèque offre l'accès au Centre d’accès équitable aux bibliothèques (CAÉB) (en français et en anglais), à Bookshare (en anglais seulement) et aux services du Service québécois du livre adapté (SQLA). 
Via son catalogue en ligne qui est partagé avec toutes les autres bibliothèques publiques de la province, la communauté de Bas-Caraquet a accès a plusieurs ressources numériques et ce, gratuitement lorsqu'on a une carte de membre. On peut y retrouver entre autres un accès au site OverDrive permettant d'accéder à une panoplie de livres numériques et de livres audios de toute sorte, à PressReader qui donne accès à des revues et des journaux numériques internationaux ainsi qu'au site Canadian Reference Centre qui contient des ouvrages de référence canadiens.  

### Services
La Bibliothèque publique Claude-LeBouthillier offre aux utilisateurs.trices plusieurs services tels que des salles de bains non-genrées, une entrée facilement accessible munie d'une porte automatique et un stationnement gratuit de 18 places dont un espace réservé aux personnes à mobilité réduite. De plus, la bibliothèque met à la disposition du public 3 ordinateurs avec accès à internet, un service de plastification, un numériseur, un fax, une photocopieuse et une imprimante. On y retrouve également un poste de travail adapté pour les personnes en situation de handicape.

### Activités
La Bibliothèque publique Claude-LeBouthillier propose plusieurs activités qu'elle affiche sur sa page Facebook. On y retrouve des visites d'auteurs et d'autrices, des clubs de lecture et de tricot et des ateliers de création.   